# Águilas de la Universidad de Panamá
Las Águilas de la Universidad De Panamá es el equipo de fútbol oficial de La Universidad De Panamá, con sede en el campus central Octavio Méndez Pereira, Ciudad de Panamá, en la provincia de Panamá. Fundado en el 2020 como un proyecto deportivo que busca la participación de toda la comunidad universitaria a nivel nacional.
Actualmente disputa la Liga Provincial Especial De San Miguelito. Disputó su primera temporada como equipo profesional en el 2021, con el proyecto de expansión y creación de la nueva Liga Prom. En 2021 por problemas internos del club, la junta directiva se dividió, y el equipo continuó su participación en otro torneo.

## Historia
El club de fútbol Águilas de la Universidad De Panamá, nace en el año 2020, como un esfuerzo de la lucha estudiantil en busca de resaltar el deporte universitario, trabajaron en  conjunto estudiantes y profesores de la Universidad de Panamá, después de un proceso liderado por el ex dirigente estudiantil Ezequiel Baker en colaboración con dirigentes estudiantiles de la facultad de Derecho y Ciencias Políticas, Facultad de Educación, Facultad de Administración de Empresas, entre otras, Vicerrectora de Asuntos Estudiantiles; Dra. Mayanin Rodríguez y el Rector de la Universidad Dr. Eduardo Flores Castro; se constituye el club bajo un modelo administrativo que busca competir en la élite deportiva del fútbol panameño, además de trazar una nueva ruta en cuanto a formación deportiva se refiere. Una nueva propuesta futbolística y educativa, con los valores que solo la Universidad de Panamá sabe entregar.
Desde la temporada 2021 del fútbol panameño participa en la Segunda División de Panamá, en la Conferencia Oeste. Su debut lo realizó el 19 de febrero de 2021, en la derrota 3-0 contra el equipo filial del San Francisco Fútbol Club en el Estadio Agustín Muquita Sánchez, durante la primera jornada del Torneo Apertura 2021 Liga Prom.
Cabe destacar que anteriormente la Universidad de Panamá había contado otros proyectos llamados club de fútbol luego de la alianza con el Millenium Fútbol Club y la creación del Club de Fútbol Millenium Universidad de Panamá, sin embargo desapareció en 2015 al vender su cupo y al ser proyecto con otros intereses que no contemplaban a los estudiantes universitarios directamente. 
Desde el 2022, disputa el torneo correspondiente a la Liga Provincial Especial De San Miguelito. Actualmente existe otro equipo llamado  Águilas de la U, pero no mantiene ningún tipo de relación con la Universidad De Panamá, y tampoco la representa. 

## Indumentaria
Proveedor deportivo:
| Indumentaria |          |           |
| Período      | Logotipo | Proveedor |
| 2021         |          | Kelme     |
| 2022         |          | STRIK3R   |

Patrocinadores:
- Banco Nacional de Panamá
- Tasty Choice
- COOPROFU
- Abogado Roberto Lucero Núñez

## Plantilla
Temporada 2021

## Escudo
El escudo de Águilas de la Universidad de Panamá está compuesto principalmente por el águila Harpia harpyja, ave nacional de Panamá, en un círculo negro y letras en color amarillo. 